# Geraldo Francisco dos Santos
Geraldo Francisco dos Santos (* 11. Juni 1962 in Recife, Pernambuco; † 29. Juli 2021), allgemein bekannt unter seinem Spitznamen Zizinho, war ein brasilianischer Fußballspieler, der vorwiegend im Mittelfeld agierte.

## Laufbahn
Zizinho dos Santos begann seine Profikarriere 1979 beim FC São Paulo und wurde bereits im Alter von 18 Jahren vom mexikanischen Erstligisten Club América verpflichtet, bei dem er zunächst von 1980 bis 1982 unter Vertrag stand. Nach einem Abstecher zum Club León in der Saison 1982/83 kehrte er zum Club América zurück, mit dem er in der Saison 1983/84 den Meistertitel gewann.
Neben weiteren kurzfristigen Stationen beim Club Necaxa, CF Monterrey sowie noch einmal beim Club León stand Zizinho zwischenzeitlich auch beim salvadorianischen Erstligisten CD FAS unter Vertrag. Seine letzten vier Jahre als Profifußballer verbrachte er beim Indoor Soccer Club Monterrey La Raza.

## Familie
Der mit einer Mexikanerin verheiratete Zizinho dos Santos hat drei Söhne, die ebenfalls Profifußballspieler geworden sind. Der bekannteste von ihnen ist Giovani dos Santos, der über 100 Länderspiele für die mexikanische Fußballnationalmannschaft absolviert hat. Wie sein jüngerer Bruder Jonathan dos Santos begann er seine Laufbahn beim FC Barcelona und in der Saison 2014/15 standen beide beim FC Villarreal unter Vertrag. Der ältere Bruder Éder (* 1984) stand beim Club América unter Vertrag, schaffte jedoch den Durchbruch nicht und kam lediglich für dessen Reservemannschaften zum Einsatz.

## Erfolge
- Mexikanischer Meister: 1983/84